# منتخب أنغولا لكرة السلة للسيدات
منتخب أنغولا الوطني لكرة السلة للسيدات هو ممثل أنغولا الرسمي في المنافسات الدولية في كرة السلة .